# Liste geteilter Orte

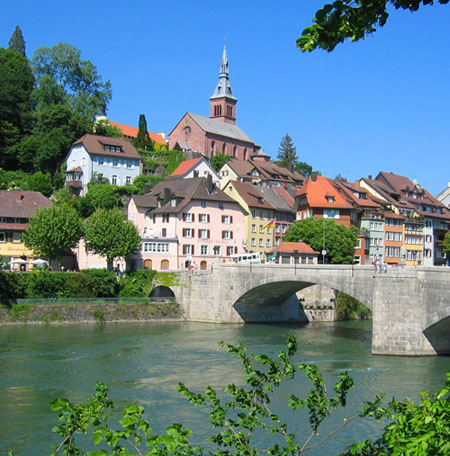
Das deutsche Laufenburg von der Schweizer Seite aus

Die Liste geteilter Orte zählt Ortschaften auf, die durch politische Grenzen getrennt wurden. Nicht aufgeführt sind Zwillingsstädte, die zwar aneinandergrenzen, aber eigenständige Namen und Geschichte haben.

## Durch heutige Grenzen geteilte Orte

### Staatsgrenzen

#### Afghanistan/Turkmenistan
- Flussgrenze: Keleft (Provinz Balch im Norden Afghanistans) und Kelif (Provinz Lebap im Osten Turkmenistans) trennt der Fluss Amudarja[1]

#### Ägypten/Palästinensische Autonomiegebiete
- Landgrenze: Rafah (Gouvernement Schimal Sina im Nordosten Ägyptens) und Rafah (Gouvernement Rafah im Gazastreifen)

#### Aserbaidschan/Iran
- Flussgrenze: Astara (Rayon Astara im Süden Aserbaidschans) und Astara (Provinz Gilan im Norden Irans) trennt der Fluss Astara
- Landgrenze: Biləsuvar (Rayon Biləsuvar im Süden Aserbaidschans) und Bilasavar (Verwaltungsbezirk Bilasavar im Norden Irans)
- Flussgrenze: Culfa (Autonome Republik Nachitschewan) und Dscholfa (Provinz Ost-Aserbaidschan) trennt der Fluss Aras

#### Äthiopien/Kenia
- Landgrenze: Moyale (Südteil zur kenianischen Eastern Province, Nordteil zur äthiopischen Region Oromiyaa)

#### Bangladesch/Indien
- Landgrenze: Belonia im Distrikt South Tripura im indischen Bundesstaat Tripura; der südwestliche Vorort mit Bahnhof gehört zu Parshuram in der Division Chittagong im Osten von Bangladesch
- Landgrenze: Hili (Westteil zum Distrikt Dakshin Dinajpur im indischen Bundesstaat Westbengalen, Ostteil zur Division Rangpur im Nordwesten von Bangladesch)

#### Belgien/Deutschland
- Landgrenze: Lichtenbusch gehört auf deutscher Seite zu Aachen und auf belgischer Seite zu Raeren.
- Landgrenze: Kehr gehört auf deutscher Seite zu Hellenthal und auf belgischer Seite zu Büllingen.
- Landgrenze: Losheim gehört ebenfalls zu Hellenthal und Losheimergraben gleichfalls zu Büllingen.
- Flussgrenze: Steinebrück gehört auf deutscher Seite zu Winterspelt und auf belgischer Seite zu Sankt Vith. Grenzfluss ist die Our.
- Flussgrenze: Stoubach/Stupbach gehört auf deutscher Seite zu Lützkampen und auf belgischer Seite zu Burg-Reuland. Auch hier trennt der Fluss Our die beiden Ortsteile.

#### Belgien/Frankreich
- Landgrenze: Abele (Belgien) (Gemeinde Poperinge, Westflandern) und L'Abeele, Gemeinde Boeschepe (Département Nord) trennt die Rue de la Gare bzw. Rue de Cassel
- Flussgrenze: Comines-Warneton (Hennegau) und Comines/Warneton Département Nord trennt die Leie seit dem Frieden von Utrecht 1713
- Flussgrenze: Wervik (Westflandern) und Wervicq-Sud (Département Nord) trennt ebenfalls die Leie
- Flussgrenze: Menen (Westflandern) und Halluin (Département Nord) trennt erneut die Leie
- Landgrenze: Leers-Nord, Gemeinde Estaimpuis (Hennegau) und Leers (Département Nord)
- Landgrenze: Gœgnies-Chaussée, Ortsteil der Gemeinde Quévy (Hennegau), und Gognies-Chaussée, Gemeinde bei Feignies (Département Nord), trennen die Rue de la Libération und die Chaussée Brunehaut.

#### Belgien/Luxemburg
- Landgrenze: Martelange und Rombach-Martelingen/Obermartelingen

#### Belgien/Niederlande

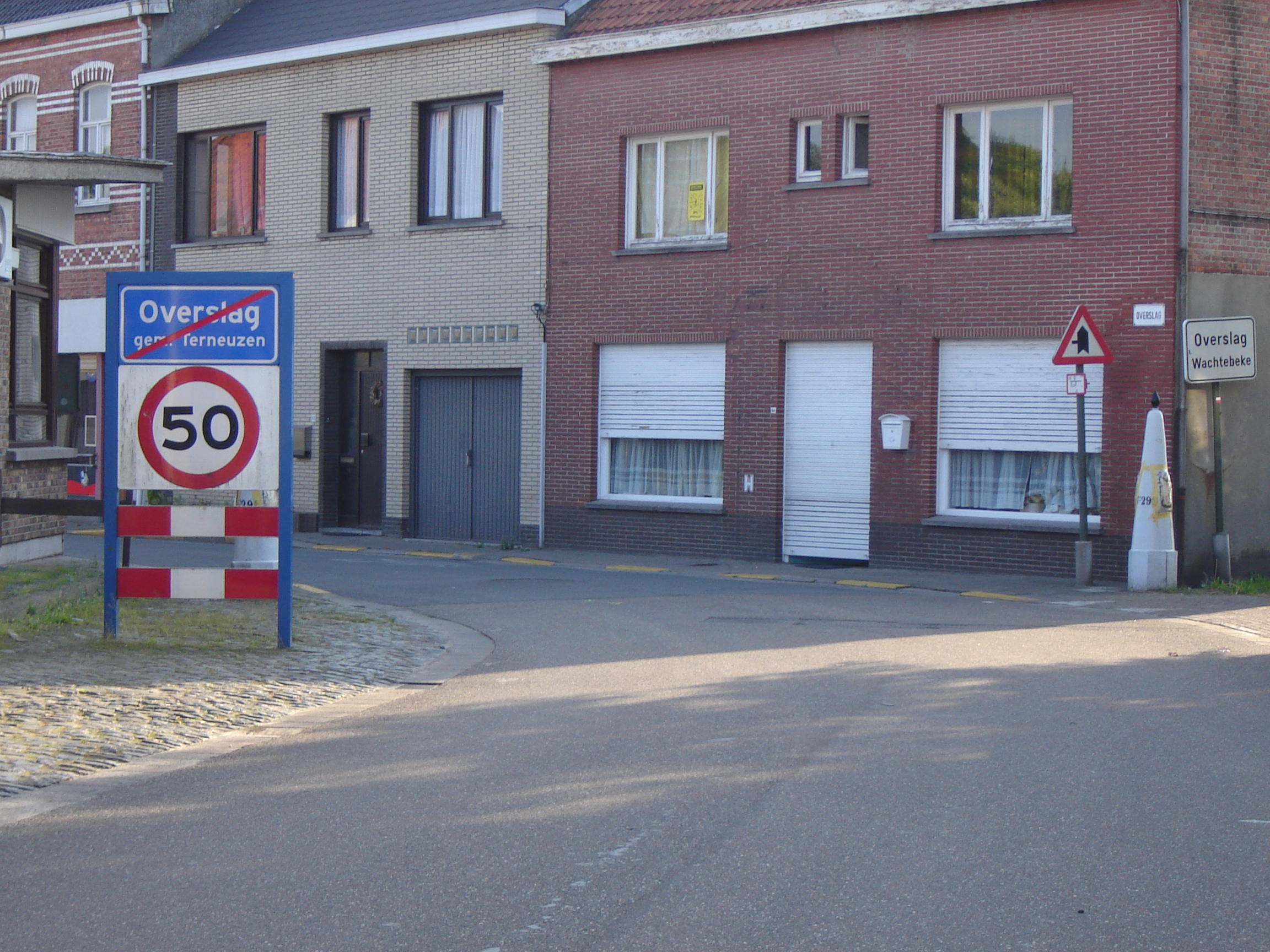
Overslag: Blick aus den Niederlanden nach Belgien

- Landgrenze: Baarle: Das Stadtgebiet enthält mehrere belgische Exklaven in den Niederlanden, die teilweise wiederum niederländische Exklaven umfassen.
- Landgrenze: Overslag: Der Norden gehört zur Gemeinde Terneuzen in der Provinz Zeeland, der Südteil zur Gemeinde Wachtebeke in der Provinz Ostflandern.
- Landgrenze: Sint-Gillis-Waas-De Klinge/Hulst-Clinge
- Landgrenze: Beveren-Kieldrecht/Hulst-Nieuw Namen
- Landgrenze: Putte (Provinz Antwerpen) und Putte (Provinz Noord-Brabant); der belgische Teil ist wiederum auf die Gemeinden Kapellen und Stabroek aufgeteilt.

#### Bolivien/Peru
- Flussgrenze: Desaguadero (Bolivien) und Desaguadero (Peru)

#### Bosnien-Herzegowina/Kroatien
- Flussgrenze: Kostajnica (Republika Srpska) und Hrvatska Kostajnica (Gespanschaft Sisak-Moslavina) trennt die Una

#### Brasilien/Uruguay
- Landgrenze: Aceguá (Brasilien) und Aceguá (Uruguay)
- Landgrenze: Chuí in Brasilien und Chuy in Uruguay

#### Deutschland/Frankreich
- Landgrenze: Leidingen (Saarland) und Leiding (Département Moselle)
- Flussgrenze: Großrosseln (Saarland) und Petite-Rosselle (dt. Kleinrosseln, Département Moselle) trennt die Rossel
- Landgrenze: Kehl zwischen Juli 1949 und April 1953 (Kehl wurde in diesem Zeitraum in 42 Einzelschritten von Frankreich nach Deutschland rückgegliedert. Unter Einbeziehung des Ortsteils Sundheim, der 1945 von Kehl abgetrennt wurde und deutsch blieb, war Kehl von 1945 bis 1953 eine geteilte Stadt.)
- Flussgrenze: Kleinblittersdorf (Saarland) und Grosbliederstroff (dt. Großblittersdorf, Département Moselle) trennt die Saar
- Flussgrenze: Bliesgersweiler Mühle (OT von Kleinblittersdorf, Saarland) und Blies-Guersviller (dt. Bliesgersweiler, Département Moselle) trennt die Blies
- Landgrenze: Niedergailbach (Saarland) und Obergailbach (Département Moselle)
- Flussgrenze: Scheibenhardt (Rheinland-Pfalz) und Scheibenhard (Département Bas-Rhin) trennt die Lauter
- Landgrenze: Neulauterburg (Rheinland-Pfalz) und Lauterbourg (dt. Lauterburg, Département Bas-Rhin)
- Flussgrenze: Kleinkems (Baden-Württemberg) und Kembs (dt. Großkems, Département Haut-Rhin) trennt der Rhein

#### Deutschland/Luxemburg
- Flussgrenze: Bollendorf (Rheinland-Pfalz) und Bollendorferbrück (Gemeinde Berdorf) trennt die Sauer
- Flussgrenze: Echternacherbrück (Rheinland-Pfalz) und Echternach trennt die Sauer
- Flussgrenze: Übereisenbach (Rheinland-Pfalz) und Untereisenbach trennt die Our. Beide Gemeinden gingen aus Eisenbach (Our) hervor und gehörten zum Herzogtum Luxemburg.
- Flussgrenze: Wasserbilligerbrück (Rheinland-Pfalz) und Wasserbillig trennt die Sauer
- Flussgrenze: Wallendorf (Eifel) (Rheinland-Pfalz) und Wallendorferbrück trennt die Sauer

#### Deutschland/Niederlande

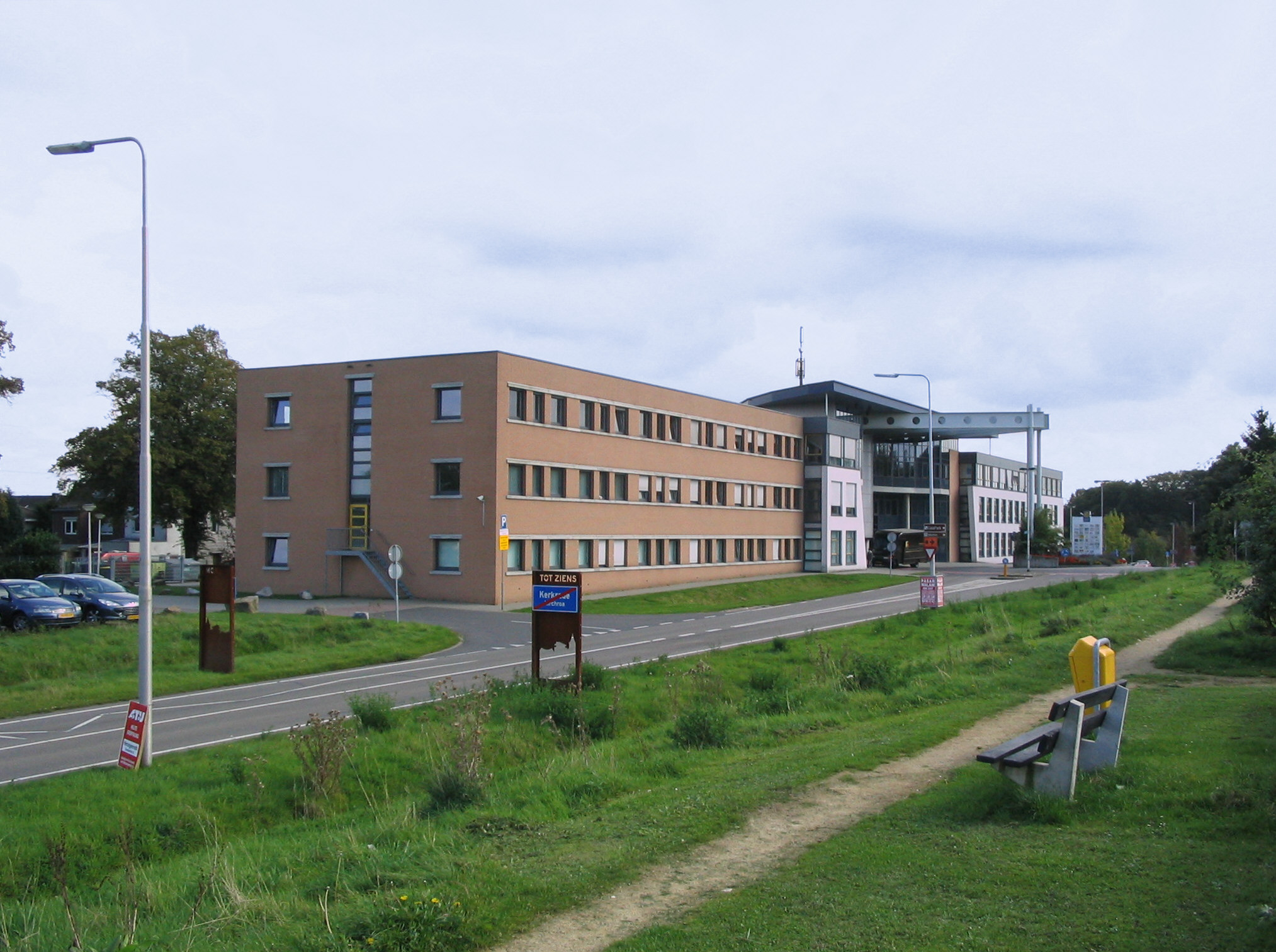
Das Eurode-Business-Center ist ein Gebäude, das teilweise in den Niederlanden (Kerkrade), teilweise in Deutschland (Herzogenrath) liegt

- Landgrenze: Barenfleer (Niedersachsen) und Barnflair (Provinz Groningen)
- Landgrenze: Vennebrügge (Niedersachsen) und Venebrugge (Provinz Overijssel)
- Landgrenze: Oldenkott (Nordrhein-Westfalen) und Oldenkotte (Provinz Gelderland)
- Landgrenze: Zwillbrock (Nordrhein-Westfalen) und Zwilbroek (Provinz Gelderland)
- Flussgrenze: Rimburg (zu Übach-Palenberg, Nordrhein-Westfalen) und Rimburg (zu Ubach over Worms, heute Landgraaf, Provinz Limburg), getrennt durch den Grenzfluss Wurm
- Land- und Flussgrenze: Aachen-Lemiers (Nordrhein-Westfalen) und Lemiers (Provinz Limburg)
- Landgrenze: Aachen-Vaalserquartier und Vaals (Provinz Limburg)

#### Deutschland/Österreich
- Landgrenze: Haibach (Ortsteil von Passau) und Haibach (Ortsteil von Freinberg)
- Flussgrenze: Laufen und Oberndorf bei Salzburg, getrennt durch die Salzach
- Flussgrenze: Freilassing (bis 1923 Salzburghofen genannt) und Salzburg, getrennt durch den Fluss Saalach
- Flussgrenze: Bayerisch Gmain und Großgmain, getrennt durch den Bach Weißbach

#### Deutschland/Polen
- Flussgrenze: Güstebieser Loose und Güstebiese (heute Gozdowice) trennt die Oder. Güstebieser Loose ist Ortsteil der Gemeinde Neulewin. Gozdowice gehört zur Gemeinde Mieszkowice.
- Flussgrenze: Küstrin-Kietz und Kostrzyn nad Odrą trennt die Oder (das im Zweiten Weltkrieg zerstörte und nicht wiederaufgebaute Stadtzentrum liegt auf polnischer Seite). Küstrin-Kietz ist ein Teil der Gemeinde Küstriner Vorland.
- Flussgrenze: Göritzer Loose sowie Vorwerk und Göritz (Oder) (heute Górzyca) trennt die Oder. Die Gemeindeteile auf deutscher Seite gehören zur Gemeinde Reitwein.
- Flussgrenze: Lebus und Lebuser Loose (Łazy Lubuskie) trennt die Oder. Der Ortsteil auf der Ostseite der Oder ist heute Teil der Gemeinde Słubice.
- Flussgrenze: Frankfurt (Oder) und Słubice (Dammvorstadt) trennt die Oder. Słubice war unter dem Namen Dammvorstadt ein Stadtteil von Frankfurt. Das Stadtzentrum liegt auf deutscher Seite.
- Flussgrenze: Kunitzer Loose und Kunitz (Kunice) trennt die Oder. Der Gemeindeteil auf deutscher Seite gehört heute zu Wiesenau.
- Flussgrenze: Aurith (Brandenburg) und Urad (Woiwodschaft Lebus) trennt die Oder.
- Flussgrenze: Guben (Landkreis Spree-Neiße) und Gubin (Woiwodschaft Lebus) teilt die Lausitzer Neiße, das Stadtzentrum liegt auf polnischer Seite.
- Flussgrenze: Forst (Lausitz) (Brandenburg) und Zasieki trennt die Neiße. Zasieki war unter dem Namen Berge ein Stadtteil von Forst; heute gehört es zur polnischen Gemeinde Brody.
- Flussgrenze: Zelz (Gemeinde Neiße-Malxetal, Landkreis Spree-Neiße) und Siedlec (Gmina Trzebiel) trennt die Neiße, das heutige Siedlec rechts der Neiße umfasst den größten Teil des früheren Zelz.
- Flussgrenze: Bad Muskau (Landkreis Görlitz) und Łęknica (Woiwodschaft Lebus) trennt die Neiße, vor 1945 war Łęknica unter dem Namen Lugknitz ein Ortsteil von Muskau.
- Flussgrenze: Klein Priebus (Gemeinde Krauschwitz, Landkreis Görlitz) und Bucze (Woiwodschaft Lebus) trennt die Neiße, vor 1945 war Klein Priebus ein Ortsteil von Busze (damals Buchwalde).
- Flussgrenze: Görlitz und Zgorzelec (ehemaliger Stadtteil Moys) teilt die Neiße, das Stadtzentrum liegt auf deutscher Seite.
- Flussgrenze: Marienthal (Gemeinde Ostritz, Landkreis Görlitz) und Posada (Woiwodschaft Niederschlesien) trennt die Neiße, vor 1945 war Posada unter dem Namen Rusdorf ein Ortsteil von Marienthal.
- Flussgrenze: Hirschfelde (Landkreis Görlitz) und Trzciniec Dolny (Woiwodschaft Niederschlesien) trennt die Neiße, vor 1945 war Trzciniec Dolny unter dem Namen Lehde ein Ortsteil von Hirschfelde.
- Flussgrenze: Zittau (Landkreis Görlitz) und Porajów (Woiwodschaft Niederschlesien) trennt die Neiße, vor 1945 war Porajów unter dem Namen Großporitsch ein Ortsteil von Zittau.

#### Deutschland/Schweiz
- Flussgrenze: Laufenburg (Baden) und Laufenburg (Aargau) trennt der Rhein
- Flussgrenze: Wallbach (Bad Säckingen), Ortsteil von Bad Säckingen, und Wallbach (Aargau) trennt der Rhein.

#### Deutschland/Tschechien
- Landgrenze: Zinnwald-Georgenfeld, Ortsteil von Altenberg, und Cínovec, auch Böhmisch Zinnwald, Ortsteil von Dubí.
- Flussgrenze: Deutschgeorgenthal, Ortsteil von Neuhausen/Erzgeb., und Český Jiřetín (Georgendorf) trennt die Flöha.
- Flussgrenze: Deutscheinsiedel, Ortsteil von Deutschneudorf, und Mníšek v Krušných horách (Böhmisch Einsiedel), Ortsteil von Nová Ves v Horách (Gebirgsneudorf), trennt die Schweinitz.
- Flussgrenze: Hammerunterwiesenthal, Stadtteil von Oberwiesenthal, und České Hamry (Böhmisch Hammer), Stadtteil von Vejprty, trennt der Pöhlbach.
- Flussgrenze: Unterwiesenthal, Stadtteil von Oberwiesenthal, und Loučná pod Klínovcem (Böhmisch Wiesenthal) trennt seit 1525 der Pöhlbach.
- Landgrenze: Halbemeile, Ortsteil von Breitenbrunn und Mílov (Halbmeil). Die Ansiedlung ist seit 1557/58 durch die sächsisch-böhmische Grenze durchschnitten. Der tschechische Teil Mílov wurde nach 1945 infolge der Vertreibung der deutschsprachigen Bevölkerung devastiert und 1953 abgerissen.
- Landgrenze: Bad Neualbenreuth und Mýtina (Altalbenreuth), Ortsteil von Lipová u Chebu.
- Landgrenze: Hermannsreuth, Ortsteil von Bärnau und Hraničná (Hermannsreith). Der tschechische Ort wurde 1951 abgerissen.
- Landgrenze: Untergrafenried, Stadtteil von Waldmünchen, und Lučina (Grafenried), Ortsteil von Nemanice. Der tschechische Ort wurde 1950 abgesiedelt.
- Landgrenze: Bayerisch Eisenstein und Železná Ruda (Markt Eisenstein). Das Empfangsgebäude des Bahnhofs wurde 1877 zentral auf der im Jahr 1764 gezogenen Grenze errichtet.

#### Deutschland: Preußen/Mecklenburg-Strelitz
Landgrenze: Ratzeburg: Zwischen 1803 und 1937 (also sowohl vor als auch nach der Reichsgründung) gehörte innerhalb der ab 1876 preußischen (zuvor sachsen-lauenburgischen) Stadt Ratzeburg der Domhof als Exklave zu Mecklenburg-Strelitz.

#### Estland/Lettland
- Landgrenze: Valga (Estland) und Valka (Lettland); ehemals Walk

#### Finnland/Russland
- Landgrenze: Rautjärvi

#### Finnland/Schweden
- Flussgrenze: Karesuvanto (Finnland) und Karesuando (Schweden) trennt der Muonionjoki/Muonio älv.
- Flussgrenze: Karunki (Finnland) und Karungi (Schweden) trennt der Tornionjoki/Torne älv.
- Flussgrenze: Pello (Finnland) und Pello (Schweden) trennt der Tornionjoki/Torne älv.

#### Frankreich/Luxemburg
- Flussgrenze: Mondorff (Département Moselle) und Bad Mondorf (Distrikt Grevenmacher) trennt die Gander (seit 1769)

#### Frankreich/Schweiz

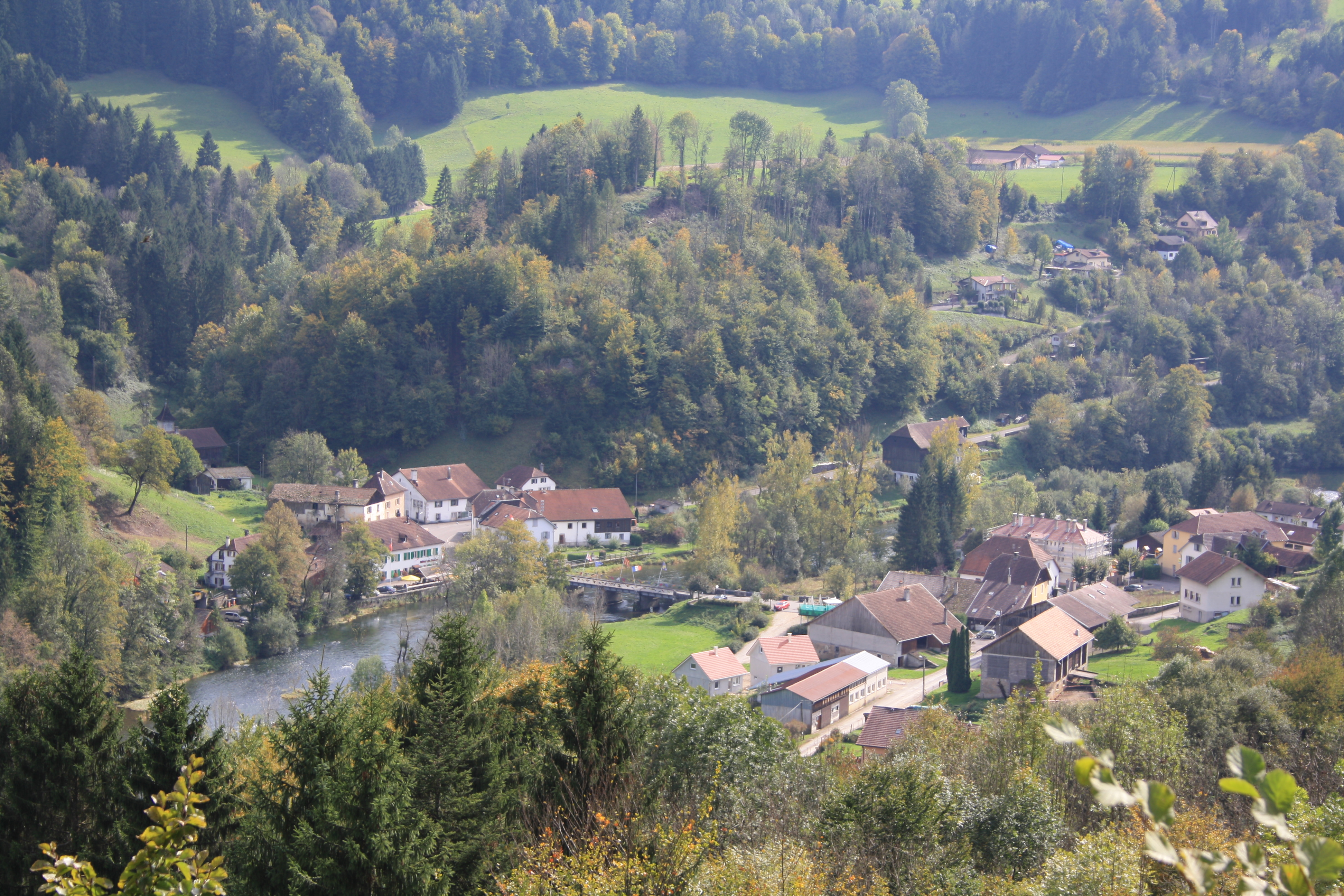
Goumois beiderseits des Doubs

- Landgrenze: Lucelle (Haut-Rhin) (Arrondissement Altkirch) und Lucelle JU, Weiler der Gemeinde Pleigne (Kanton Jura)
- Landgrenze: Das französische La Cure gehört zur Gemeinde Les Rousses (Département Jura, Arrondissement Saint-Claude), die Schweizer Seite ist ein Ortsteil von Saint-Cergue, Kanton Waadt, Bezirk Nyon. Auf der Grenze steht das Hôtel Arbez Franco-Suisse.
- Flussgrenze: Goumois (Doubs), Département Doubs und Goumois JU, Weiler der Gemeinde Saignelégier (Kanton Jura) sind durch den Doubs getrennt.
- Bachgrenze: Saint-Gingolph (Haute-Savoie), Gemeinde im Département Haute-Savoie und Saint-Gingolph VS, Gemeinde im Bezirk Monthey (VS). Die Ortschaft liegt auf dem Schuttkegel des Baches Morge. Dieser bildet die Landesgrenze mitten im Dorf. Die Kirche liegt in Frankreich, die Bahnhaltestelle in der Schweiz.

#### Frankreich/Spanien
- Flussgrenze: Béhobie, Stadtteil von Urrugne (Département Pyrénées-Atlantiques), und Behobia, Stadtteil von Irun (Provinz Gipuzkoa), trennt der Bidasoa

#### Georgien/Türkei
- Landgrenze: Sarpi in Georgien und Sarp in der Türkei

#### Iran/Turkmenistan
- Flussgrenze: Sarachs (Provinz Razavi-Chorasan im Nordosten Irans) und Serachs (Provinz Ahal im Süden Turkmenistans) trennt der Fluss Harirud

#### Irland/Vereinigtes Königreich(Nordirland)
- Flussgrenze: Belleek durch den Erne getrennt.
- Flussgrenze: Pettigo (Tullyhommon) durch den Fluss Termon getrennt.

#### Italien/Österreich
- Landgrenze: Brenner am Brennerpass, zu den Gemeinden Brenner (Brennero) und Gries am Brenner, seit Inkrafttreten des Vertrags von Saint-Germain 1920 getrennt

#### Italien/Schweiz
- Flussgrenze: Lavena Ponte Tresa (Lombardei, VA) und Ponte Tresa TI trennt die Tresa.

#### Italien/Slowenien

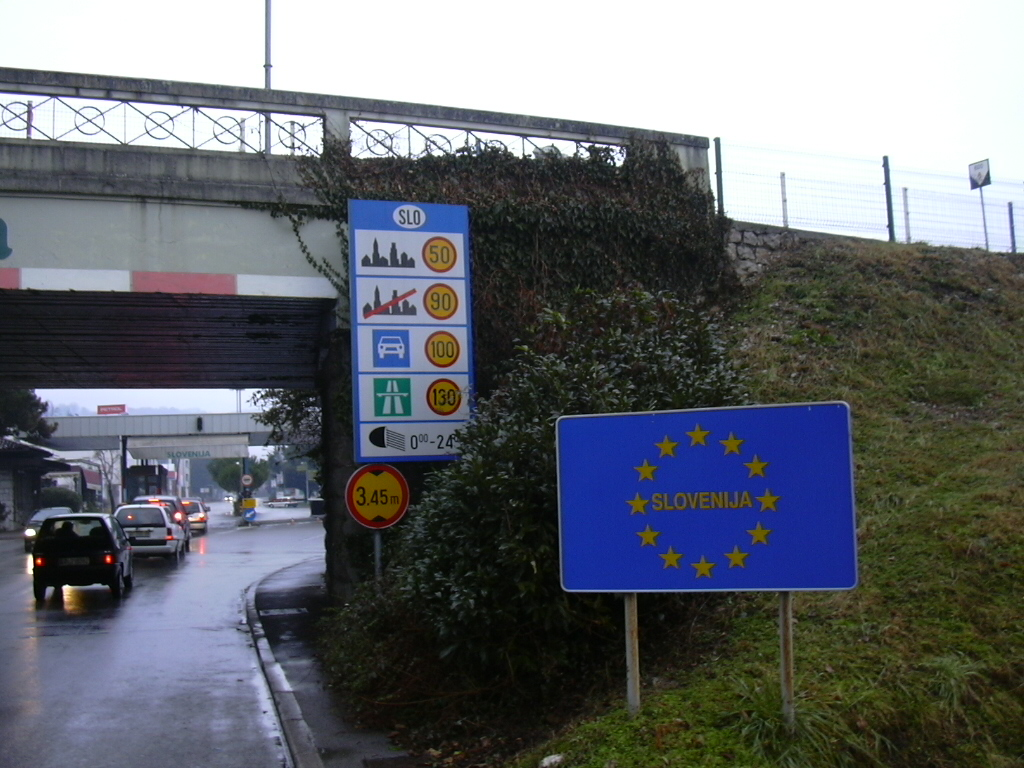
Ehemaliger Grenzübergang zwischen Gorizia und Nova Gorica (italienische Seite)

- Landgrenze: Gorizia (dt. Görz, Friaul-Julisch Venetien) und Nova Gorica (Primorska/Goriška); Zentrum auf italienischer Seite (s. Abb.)

#### Italien/Vatikanstadt
- Landgrenze: Rom (it. Roma), Hauptstadt von Italien und Vatikanstadt. Rom ist ein Sonderfall, da die Stadt nicht im klassischen Sinne in zwei Teile geteilt ist, sondern der Stadtstaat Vatikanstadt als Enklave vollständig von der Stadt Rom umgeben ist.
- Landgrenze: Rom (it. Roma), Hauptstadt von Italien und Malteserorden. Der Malteserorden ist ebenso ein Sonderfall, da er zwar kein Staat, dennoch völkerrechtlich souverän ist. Seine Gebäude in Rom, Palazzo di Malta und Villa del Priorato di Malta sind seit 1869 exterritorial. Obwohl er keine Straße hat, stattet er seine Autos mit eigenen Nummernschildern aus.

#### Kanada/Vereinigte Staaten
- Landgrenze: Derby Line und Stanstead; das Bibliotheks- und Operngebäude Haskell Free Library and Opera House steht auf der Grenzlinie und ist von beiden Seiten aus zugänglich.
- Flussgrenze: Sault Ste. Marie (Ontario) und Sault Ste. Marie (Michigan) werden vom St. Marys River getrennt und gehören seit dem Vertrag von Paris (1783) verschiedenen Staaten an

#### Kroatien/Slowenien
- Flussgrenze: Kuželj, Ortsteil von Delnice, und Kuželj, Ortsteil von Kostel, trennt die Kupa

#### Lettland/Litauen
- Landgrenze: Subate und Pasubatė

#### Litauen/Belarus
- Landgrenze: Norviliškės und Pizkuny

#### Mexiko/Vereinigte Staaten

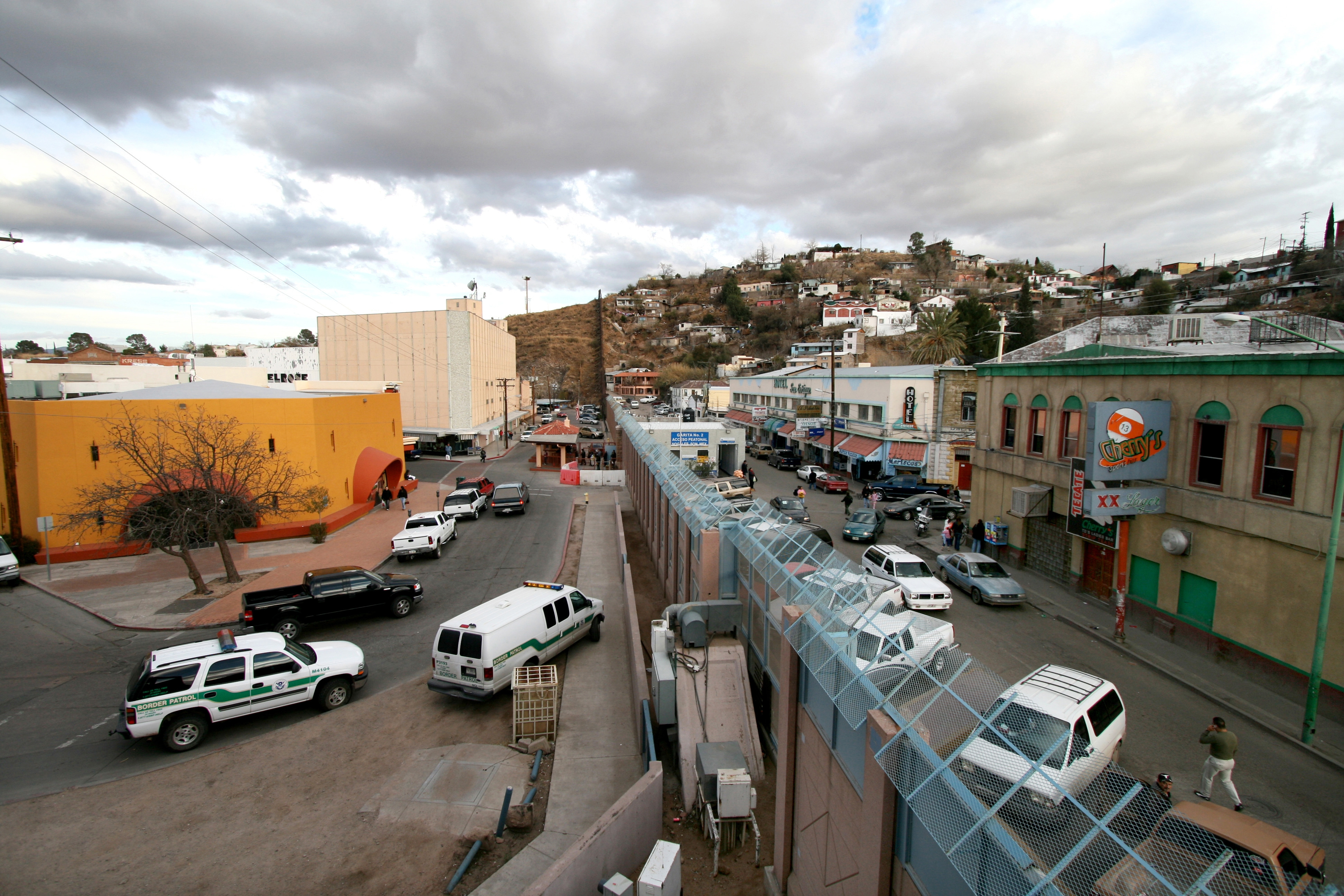
Zwei Nogales (USA/Mexiko)

- Flussgrenze: Ciudad Juárez (Chihuahua) und El Paso (Texas) trennt der Rio Grande
- Flussgrenze: Laredo (Texas) und Nuevo Laredo (Tamaulipas) trennt der Rio Grande
- Landgrenze: Nogales (Sonora) und Nogales (Arizona)
- Landgrenze: Tecate (Baja California) und Tecate (Kalifornien)
- Landgrenze: San Luis Río Colorado und San Luis (Arizona)

#### Moldau/Rumänien
- Flussgrenze: Grozești (Nisporeni) und Grozești (Iași) trennt der Pruth
- Flussgrenze: Măcărești (Ungheni) und Măcărești (Iași) trennt der Pruth
- Flussgrenze: Medeleni, Ortsteil von Petrești (Ungheni), und Medeleni, Ortsteil von Golăiești, trennt der Pruth
- Flussgrenze: Petrești (Ungheni) und Petrești, Ortsteil von Golăiești, trennt der Pruth
- Flussgrenze: Sculeni (Ungheni) und Sculeni, Ortsteil von Victoria (Iași), trennt der Pruth
- Flussgrenze: Ungheni (Republik Moldau) und Ungheni (Iași) trennt der Pruth

#### Moldau/Ukraine
- Flussgrenze: Dubău (Rajon Dubossary) und Dubowe (Rajon Podilsk) trennt der Jagorlik
- Flussgrenze: Iarova (Rajon Soroca) und Jaruha (Rajon Mohyliw-Podilskyj) trennt der Dnister
- Landgrenze: Stanislavca, Ortsteil von Lenin (Rajon Rybniza) und Stanislawka (Rajon Podilsk)

#### Norwegen/Schweden
- Landgrenze: Kornsjø, Ortsteil von Halden, und Kornsjö, Ortsteil von Dals-Ed

#### Oman/Vereinigte Arabische Emirate
- Landgrenze: Buraimi und al-Ain
- Landgrenze: Dibba

#### Österreich/Slowenien
- Flussgrenze: Bad Radkersburg (Steiermark) und Gornja Radgona (Pomurska statistična regija) / deutsch Oberradkersburg (Statistische Region Murgebiet), trennt die Mur

#### Österreich/Tschechien
- Landgrenze: Gmünd (Bezirk Gmünd, Niederösterreich). Der Ortsteil Unterwielands / Gmünd Bahnhof mit dem dortigen Eisenbahnknoten musste 1919/1920 an die Tschechoslowakei abgetreten werden. Dieser bildet heute die Stadt České Velenice. Siehe: Das geteilte Gmünd

#### Österreich/Ungarn
- Flussgrenze: Deutsch-Schützen (Burgenland) und  Horvátlövö (Komitat Vas) / deutsch Kroatisch Schützen, trennt die Pinka
- Landgrenze: Deutsch Bieling (Burgenland) und Magyarbükkös (Komitat Vas) / deutsch Ungarisch Bieling, Ortsteil von Csákánydoroszló. Der ungarische Ort ist seit 1958 unbewohnt.

#### Polen/Russland
- Landgrenze: Szczurkowo (Woiwodschaft Ermland-Masuren) und Schirokoje (Широкое, Oblast Kaliningrad); ehemals Schönbruch

#### Polen/Tschechien

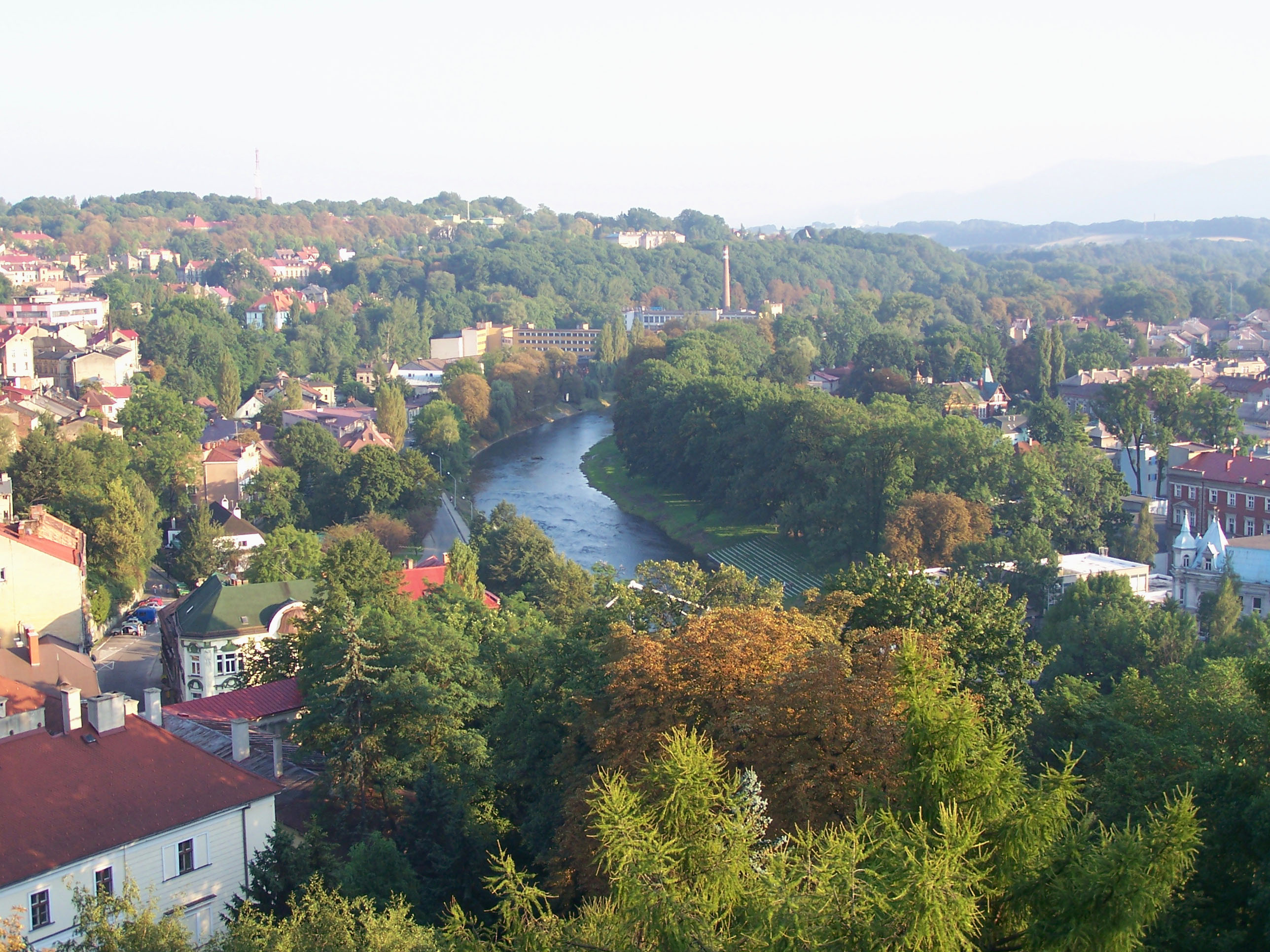
Cieszyn (links) und Český Těšín (rechts), getrennt durch den Fluss Olza (von Wieża Piastowska gesehen)

- Flussgrenze: Cieszyn und Český Těšín (Teschen) trennt die Olsa, die Altstadt liegt in Polen
- Flussgrenze: Opawica (Troplowitz) und Opavice (Dorf Tropplowitz) trennt die Goldoppa
- Landgrenze: Sławniowice (Groß Kunzendorf) und Velké Kunětice (Groß Kunzendorf)
- Landgrenze: Horní Hoštice (Ober Gostitz) und Gościce (Gostitz)
- Landgrenze: Kopaczów (Oberullersdorf) und Oldřichov na Hranicích (Ullersdorf)
- Landgrenze: Leszna Górna (Ober Lischna) und Horní Líštná (Ober Lischna)
- Landgrenze: Marklowice Górne (Ober Marklowitz) und Dolní Marklovice (Nieder Marklowitz)
- Flussgrenze: Dzierżkowice (Dirschkowitz) und Držkovice (Dirschkowitz) trennt die Opava
- Flussgrenze: Chomiąża (Komeise) und Chomýž (Komeise) trennt die Goldoppa
- Landgrenze: Czermna (Tscherbeney) und Malá Čermná (Klein Tschermna)

#### Portugal/Spanien
- Flussgrenze: Marco, Ortsteil von Arronches, und El Marco, Ortsteil von La Codosera, trennt der Abrilongo
- Landgrenze: Rabaça, Ortsteil von Reguengo e São Julião, und La Rabaza, Ortsteil von La Codosera

#### Rumänien/Serbien
Durch den Vertrag von Trianon
- Flussgrenze: Kloster Cusici und Kusić, Ortsteil von Bela Crkva, trennt die Nera; das für den serbischen Ort namensgebende Kloster gehört heute zur rumänischen Gemeinde Zlatița (Județ Caraș-Severin)

#### Rumänien/Ukraine
- Flussgrenze: Bocicoiu Mare (deutsch Groß-Botschko) und Welykyj Bytschkiw (deutsch Groß-Botschkau) trennt die Theiß
- Flussgrenze: Chilia Veche und Kilija trennt der Kilijaarm des Donaudeltas
- Flussgrenze: Lunca la Tisa und Luh (Rachiw) trennt die Theiß

#### Rumänien/Ungarn
Durch den Vertrag von Trianon
- Flussgrenze: Nădlac/Nagylak/Nadlak (Județ Arad) und Nagylak (Komitat Csongrád) trennt der Fluss Maros/Mureș; das heute ungarische Nagylak war früher ein Vorort dieser Kleinstadt, deren Bevölkerung nach wie vor zu einem Großteil aus evangelischen Slowaken besteht.

#### Slowakei/Ungarn
Alle durch den Vertrag von Trianon
- Flussgrenze: Komárno (Nitriansky kraj) und Komárom (Komitat Komárom-Esztergom) trennt die Donau, ehemals Komorn
- Flussgrenze: Balassagyarmat (Komitat Nógrád) und Slovenské Ďarmoty/Tótgyarmat (Banskobystrický kraj), ehemals als Balassagyarmat (Jahrmarkt) Sitz des Komitats Nógrád, trennt der Fluss Ipoly/Ipeľ; der heute slowakische Ort wurde als Siedlung neben den Weinbergen der Stadt und einer Ziegelfabrik gegründet
- Flussgrenze: Sátoraljaújhely (deutsch Neustadt [am Zeltberg], Komitat Borsod-Abaúj-Zemplén) und Slovenské Nové Mesto/Kisújhely (Klein- oder Unterneustadt, Košický kraj) trennt die Ronyva/Roňava; der slowakische Ortsteil war ehemals eine Vorstadt bzw. Gewerbegebiet der Hauptstadt des damaligen Komitats Zemplén, der Grenzverlauf wurde wegen der strategisch wichtigen Bahnlinie festgelegt.

#### Slowakei/Ukraine
Nach dem Zweiten Weltkrieg
- Landgrenze: Veľké Slemence und Mali Selmenzi

#### Syrien/Türkei
- Landgrenze: Raʾs al-ʿAin und Ceylanpınar
- Landgrenze: ad-Darbasiya und Şenyurt
- Landgrenze: Tall Abyad und Akçakale

#### Republik Zypern/Türkische Republik Nordzypern

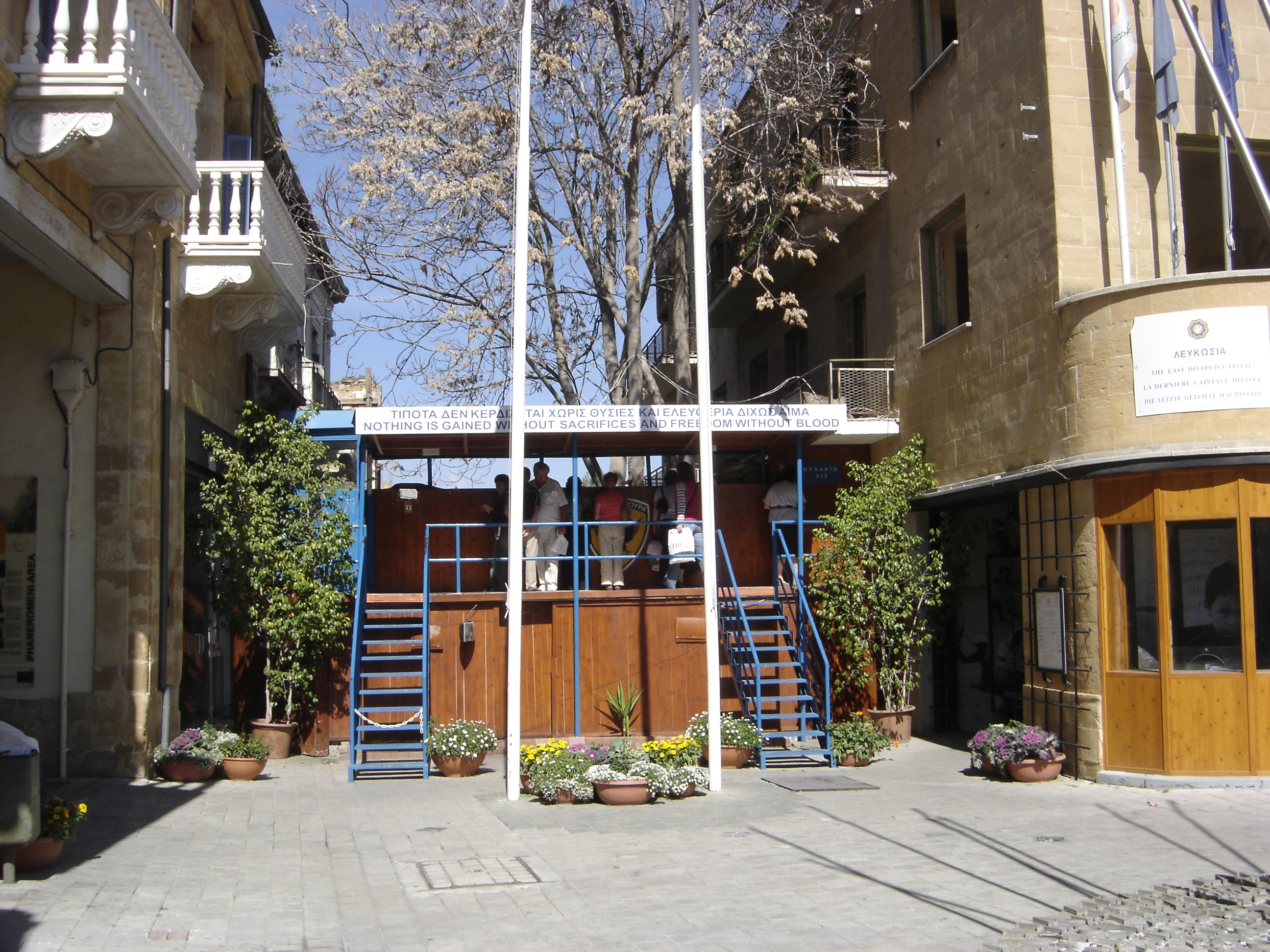
Die „grüne Grenze“ führt mitten durch Nikosia

- Landgrenze: Nikosia (griech. Λευκωσία [Levkosía], türkisch Lefkoşa), die Hauptstadt der Republik Zypern (EU-Mitglied) und Hauptstadt der Türkischen Republik Nordzypern (von der Weltgemeinschaft nicht anerkannter Staat mit einem stabilisierten De-facto-Regime).

Die Grenze steht seit 1974 unter dem Schutz der Friedenstruppen der Vereinten Nationen (UNFICYP).

### Grenzen innerhalb von Staaten

#### Entitäten in Bosnien und Herzegowina
- Landgrenze: Durch das Abkommen von Dayton wurde Sarajevo geteilt – der Westteil einschließlich des Stadtzentrums gehört zur Föderation Bosnien und Herzegowina (Bosniakisch-Kroatische Föderation), der wesentlich dünner besiedelte Ostteil gehört als eigenständige Stadt Istočno Sarajevo zur Republika Srpska.

#### Länder der Bundesrepublik Deutschland

##### Baden-Württemberg/Bayern
- Flussgrenze: die Donau trennt Ulm (Baden-Württemberg) und Neu-Ulm (Landkreis Neu-Ulm, Bayern)
- Flussgrenze: die Iller trennt Ferthofen (Gemeinde Aitrach) und Ferthofen (Stadt Memmingen)
- Flussgrenze: der Main trennt Wertheim (Main-Tauber-Kreis) und Kreuzwertheim (Landkreis Main-Spessart)
- Landgrenze: Egelsee (Gemeinde Tannheim, Landkreis Biberach) und Egelsee (Stadt Memmingen)
- Landgrenze: Wolfbühl (Gemeinde Isny im Allgäu, Landkreis Ravensburg) und Wolfbühl (Gemeinde Maierhöfen, Landkreis Lindau (Bodensee))

##### Baden-Württemberg/Hessen
- Landgrenze: Igelsbach – „Badisch Igelsbach“ (Stadtteil von Eberbach, Rhein-Neckar-Kreis) und „Hessisch Igelsbach“ (Stadtteil von Hirschhorn am Neckar, Landkreis Bergstraße)
- Flussgrenze: die Itter trennt Badisch-Schöllenbach (Eberbach) und Schöllenbach (Oberzent)
- Landgrenze: Ober-Laudenbach (Stadtteil von Heppenheim) Landkreis Bergstraße – Laudenbach (Rhein-Neckar-Kreis) – siehe auch: Kreisstraße 203 im Landkreis Bergstraße

##### Baden-Württemberg/Rheinland-Pfalz
- Landgrenze: Über die Rheininsel Elisabethenwörth
- Flussgrenze: Durch den Untergang der Kurpfalz im Verlauf der französischen Revolutionskriege fiel das rechtsrheinische Mannheim an Baden, die linksrheinische Mannheimer Rheinschanze an Frankreich. 1853 wurde die Rheinschanze – mittlerweile bayerisch und Teil der Rheinpfalz – zur selbstständigen Gemeinde Ludwigshafen.

##### Bayern/Thüringen

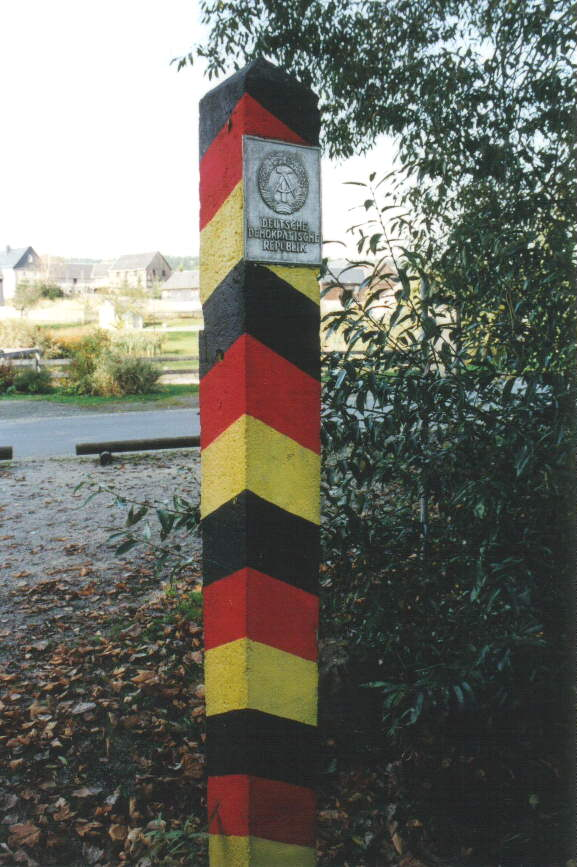
Grenzsäule in Mödlareuth

- Flussgrenze: der Tannbach trennte seit dem 16. Jahrhundert das Dorf Mödlareuth in eine bayerische und eine thüringische Hälfte; während der deutschen Teilung stand eine Grenzmauer im Dorf (Little Berlin)

##### Berlin/Brandenburg
- Wassergrenze: Der Groß Glienicker See trennt Groß Glienicke seit 1945 in einen brandenburgischen (seit 2003 Teil der Stadt Potsdam) und einen Berliner Teil (zum Bezirk Spandau gehörig)
- Landgrenze: Klein Glienicke, Ortsteil von Potsdam/Brandenburg – Jagdschloss Glienicke, bereits zu Berlin-Wannsee gehörendes Zentralgebäude des Ortes

##### Hessen/Nordrhein-Westfalen
- Flussgrenze: Der Ort Diedenshausen wird durch den Bach Elsoff geteilt. Die Siedlung Seibelsbach gehört zur hessischen Gemeinde Allendorf (Eder), der größere restliche Teil zur Stadt Bad Berleburg in Nordrhein-Westfalen.

##### Hessen/Rheinland-Pfalz
- Flussgrenze: Mainz-Kastel, Mainz-Amöneburg und Mainz-Kostheim (Stadtteile der Stadt Wiesbaden) sowie Bischofsheim (Mainspitze) und Ginsheim-Gustavsburg (Gemeinden im Kreis Groß-Gerau, früher Stadtteile der Stadt Mainz, heute gehörig zum Land Hessen (siehe Rechtsrheinische Stadtteile von Mainz))

##### Hessen/Thüringen
- Flussgrenze: die Werra trennt Altenburschla (Stadt Wanfried) und Großburschla (Stadt Treffurt).

##### Niedersachsen/Nordrhein-Westfalen
- Landgrenze: Bruchmühlen (Gemeindeteil von Rödinghausen (Kreis Herford) sowie Stadtteil von Melle (Landkreis Osnabrück))
- Landgrenze: Büscherheide liegt im Landkreis Osnabrück und im Kreis Minden-Lübbecke. Die Teilung geht auf das Jahr 1557 zurück. Am 22. Oktober jenes Jahres kam der größere Teil von Büscherheide mit den Bossehöfen und den Köttern zum Hochstift Osnabrück und ein kleinerer Teil wurde der Grafschaft Ravensberg zugeschlagen, siehe aber Bestrebungen zur Umgliederung.
- Landgrenze: Frille (1168–1971)
- Landgrenze: Reine (Gemeindeteil von Extertal (Kreis Lippe) sowie Reinerbeck, Gemeindeteil von Aerzen (Landkreis Hameln-Pyrmont))
- Landgrenze: Preußisch Ströhen (Stadtteil von Rahden (Kreis Minden-Lübbecke) sowie Hannoversch Ströhen (Gemeindeteil von Wagenfeld (Landkreis Diepholz)))

##### Nordrhein-Westfalen/Rheinland-Pfalz
- Landgrenze: Kehr (Eifel)  (Ortsteil von Hellenthal, Kreis Euskirchen) zählt bei „Zur Kehr“/„Zollhaus Kehr“ zum Gemeindegebiet von Hallschlag, Landkreis Vulkaneifel
- Landgrenze: Niederschelden (Stadtteil von Siegen/Nordrhein-Westfalen) – Niederschelderhütte (Ortsteil von Mudersbach, Landkreis Altenkirchen (Westerwald))
- Landgrenze: Opperzau (Ortsteil von Windeck, Rhein-Sieg-Kreis) – Oppertsau (Ortsteil von Fürthen, Landkreis Altenkirchen (Westerwald))
- Flussgrenze: Irsen (Ortschaft in der Gemeinde Windeck/Nordrhein-Westfalen) und Niederirsen (Landkreis Altenkirchen, Rheinland-Pfalz) werden getrennt durch den Irserbach.

#### Départements in Frankreich
- Flussgrenze: Capdenac-le-Haut (Lot) und Capdenac-Gare (Aveyron) trennt der Lot.
- Flussgrenze: Le Pont-de-Beauvoisin (Isère) und Le Pont-de-Beauvoisin (Savoie) trennt der Guiers.

#### Kanadische Provinzen
- Landgrenze: Flin Flon liegt auf der Grenze zwischen Manitoba und Saskatchewan.
- Landgrenze: Lloydminster liegt genau auf der Grenze zwischen Alberta und Saskatchewan.

#### Bundesländer in Österreich
- Flussgrenze: Bruck an der Leitha (Niederösterreich) und Bruckneudorf (Burgenland) trennt die Leitha.
- Flussgrenze: Leithaprodersdorf (Burgenland) und Deutsch Brodersdorf (Niederösterreich) trennt ebenfalls die Leitha.
- Flussgrenze: Unterlaussa wird durch den Laussabach zwischen Sankt Gallen (Steiermark) und Weyer (Oberösterreich) geteilt.
- gleiches gilt für Oberlaussa.
- Landgrenze: Steirisch Laßnitz (Steiermark), Laßnitz bei Murau (Kärnten).
- Landgrenze / Bachgrenze: Mandling wird durch das gleichnamige Gewässer geteilt; hier ist die Grenze zwischen den Bundesländern Salzburg (Radstadt) und Steiermark (Schladming).[2]

#### Schweizer Kantone
- Flussgrenze:
  - Augst im Kanton Basel-Landschaft und Kaiseraugst im Kanton Aargau teilen seit 1442 der Violenbach und die Ergolz.
  - Chêne-Bougeries und Chêne-Bourg (beide Kanton Genf) teilt die Seymaz.
  - Erlinsbach AG und Erlinsbach SO in den Kantonen Aargau und Solothurn teilt der Erzbach.
  - Grub SG in der Gemeinde Eggersriet im Kanton Sankt Gallen und Grub AR im Kanton Appenzell Ausserrhoden werden vom Mattenbach geteilt.
  - Ziegelbrücke in der Gemeinde Glarus Nord im Kanton Glarus und Schänis im Kanton St. Gallen teilt der Linthkanal.
- Landgrenze:
  - Guévaux in der Gemeinde Vully-les-Lacs im Kanton Waadt und in der Gemeinde Haut-Vully im Kanton Freiburg
  - Kefikon in der Gemeinde Gachnang im Kanton Thurgau und in der Gemeinde Wiesendangen im Kanton Zürich
  - La Cibourg in den Gemeinden Renan und La Ferrière im Kanton Bern und der Gemeinde La Chaux-de-Fonds im Kanton Neuenburg
  - Mur (Vully) VD in der Gemeinde Vully-les-Lacs im Kanton Waadt und Mur (Vully) FR in der Gemeinde Haut-Vully im Kanton Freiburg
  - Sihlbrugg Dorf im Kanton Zug und Sihlbrugg Station (zu Horgen) im Kanton Zürich
  - Wilen bei Neunforn in der Gemeinde Neunforn im Kanton Thurgau und in der Gemeinde Stammheim im Kanton Zürich

#### Bundesstaaten der USA
- Landgrenze: Wendover (Utah) und West Wendover (Nevada) bilden eine zusammenhängende Ortschaft.
- Landgrenze: Texhoma (Oklahoma) und Texhoma (Texas) bilden eine zusammenhängende Ortschaft.
- Landgrenze: Durch Texarkana (Arkansas)/Texarkana (Texas) verläuft die Grenze zwischen Texas und Arkansas.
- Landgrenze: South Lake Tahoe (Kalifornien) und Stateline (Nevada) am Ufer des Lake Tahoe bilden eine geschlossene Ansiedlung.
- Fluss-/Landgrenze: Kansas City (Kansas) und Kansas City (Missouri) werden durch die Grenze der beiden Bundesstaaten Kansas und Missouri geteilt; dabei bildet der Missouri River flussabwärts ab der Mündung des Kansas River die Grenze.

## Durch frühere Grenzen ehemals geteilte Orte

### Staatsgrenzen

#### Belgien/neutrales Gebiet/Deutschland
- Landgrenze: Moresnet, Neutral-Moresnet und Preußisch-Moresnet 1830 bis 1919

#### Deutschland–Bundesrepublik Deutschland/Deutsche Demokratische Republik
- Landgrenze auf dem Priwall

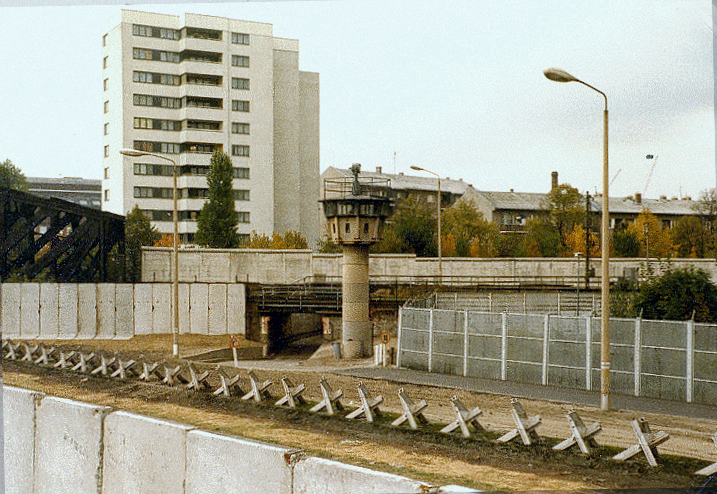
Berliner Mauer

- Flussgrenze Bleckede: 1945 wurde die Elbe zur Grenze zwischen britischer und sowjetischer Zone; somit wurde der rechtselbische Ortsteil Neu Bleckede von der Stadt abgetrennt und sowjetisch besetzt. 1993 wurde er wieder nach Bleckede eingemeindet.
- Flussgrenze Garge: Die Gemeinde Garge wurde wie das nahe Bleckede 1945 entlang der Elbe zwischen britischer und sowjetischer Zone aufgeteilt. Der Westteil (Alt Garge) gehörte später zur Bundesrepublik, der Ostteil (Neu Garge) zur DDR. Heute sind beide Teil Niedersachsens, gehören aber unterschiedlichen Gemeinden an.
- ehemalige Flussgrenze Offleben: Die Gemeinde Offleben im Land Braunschweig war bis 1945 durch den Grenzbach Wirbke von der Gemeinde Preußisch Offleben im preußischen Landkreis Haldensleben[3] getrennt. 1945 wurde bei der Einteilung der Besatzungszonen von einer Teilung des Dorfes abgesehen und Preußisch Offleben ebenso wie Offleben in die Britische Besatzungszone einbezogen.[4]
- Flussgrenze Darchau: Darchau und Neu Darchau sind ebenfalls durch die Elbe getrennt. Neu-Darchau gehörte später zur Bundesrepublik, Darchau zur DDR. Heute sind beide Teil Niedersachsens in unterschiedlichen Gemeinden.
- Landgrenze Berlin: Von 1949 bis 1990. Berlin war die größte Stadt, die jemals durch eine Grenze geteilt war. Die Stadt war 1945 infolge des Zweiten Weltkrieges in vier Sektoren aufgeteilt worden (siehe Teilung Berlins). Der sowjetische Sektor gehörte später de facto zur DDR, die drei westlichen Sektoren (West-Berlin) wurden von der Bundesrepublik Deutschland beansprucht. Sie gehörten aber nicht zu deren Staatsgebiet. Seit 1990 haben beide Stadthälften wieder eine gemeinsame Verwaltung als Land Berlin der Bundesrepublik Deutschland.
- Landgrenze Berlin-Staaken: 1945 bis 1990. Der Ostteil Staaken gehörte zum West-Berliner Bezirk Spandau, der Westteil bildete ab 1952 eine eigene Gemeinde im Bezirk Potsdam in der DDR; seit der Wiedervereinigung gehört ganz Staaken zu Berlin.
- Landgrenze Groß Glienicke: 1945 als Groß-Glienicke zu Kladow, Groß Glienicke 2003 zu Potsdam
- Landgrenze Lichtenhain (Bezirk Suhl) und Kleinlichtenhain 1949 bis 1976, nachfolgend zu Tettau (Oberfranken)[5][6]
- Land- und Flussgrenze: Mödlareuth: 1949 bis 1990. Mödlareuth-Nord gehörte zur DDR (Bezirk Gera) und Mödlareuth-Süd zur Bundesrepublik Deutschland (Freistaat Bayern). Teilung am Tannbach.[7]

#### Deutschland/Frankreich
- Landgrenze: Beaumarais und Picard, Stadtteile von Saarlouis. 1815 im Zweiten Pariser Frieden vom Kanton Rehlingen zur Rheinprovinz (weitere Orte siehe hier).
- Landgrenze: Kehl: Nach der Annexion Kehls 1945 wurde Kehl zwischen 1949 und 1953 in 42 Einzelschritten wieder Deutschland zugegliedert.

#### Deutschland/neutrales Gebiet/Niederlande
- Landgrenze: Preußisch-Moresnet, Neutral-Moresnet und Moresnet (jetzt belgisch) 1815 bis 1830

#### Deutschland/Niederlande
- Landgrenze: Suderwick (Bocholt) 1949 bis 1963
- Landgrenze: Wyler 1949 bis 1963
- Landgrenze: Mindergangelt und Gangelt 1949 bis 1963 (siehe Niederländische Annexionspläne)

#### Deutschland (Generalgouvernement)/Sowjetunion
- Flussgrenze: Przemyśl war 1939–1941 durch den Fluss San geteilt. Die Kernstadt gehörte zur Sowjetunion bzw. der Ukrainischen SSR, das am linken San-Ufer gelegene Deutsch-Przemyśl gehörte zum Generalgouvernement.

#### Israel/Jordanien
- Landgrenze: Jerusalem war von 1948 bis 1967 in das israelische West- und das jordanisch besetzte Ostjerusalem geteilt; allerdings nicht durch eine Grenze, sondern nur durch eine Waffenstillstandslinie. Der politische Status des Ostteiles ist bis heute international umstritten.

#### Italien/Österreich
- Landgrenze: Pontebba war bis 1918 in einem italienischen und in einem österreichischen Teil (Pontafel) getrennt.

#### Kasachstan/Russland
- Landgrenze: Prigornoje, seit 2008 Stadtteil von Nowotroizk in der Oblast Orenburg, war bis 2005 geteilt in einen größeren kasachischen, dem Gebiet Aqtöbe zugehörigen, und einen kleineren russischen Teil. 2005 kam das Dorf ganz zu Russland.

#### Österreich/Russland
- Landgrenze: Nowoselyzja war 1812 bis 1919 geteilt in Österreichisch-Nowosielitza und Russisch-Nowosielitza. Südlich der Stadt, im Fluss Pruth, befand sich das Dreiländereck zwischen Österreich, Russland und Rumänien. 1919 kam die Stadt ganz zu Rumänien, 1940 zur Sowjetunion bzw. der Ukraine.

#### USA/Kanada
- Landesgrenze: Durch das Village Derby Line verläuft die Landesgrenze zwischen den USA und Kanada.

### Grenzen innerhalb von Staaten

#### Länder Deutschlands
- Landgrenze: Bayern/Hessen: Brücken (Gemeinde Mömbris, Landkreis Aschaffenburg, Unterfranken) war bis 2007 zu einem sehr kleinen Teil durch die Gemeinde Freigericht (Main-Kinzig-Kreis) getrennt
- Landgrenze: Niedersachsen/Nordrhein-Westfalen: Frille war bis 1971 geteilt: Kreis Minden in Nordrhein-Westfalen und Landkreis Schaumburg-Lippe in Niedersachsen.
- Flussgrenze: Nordrhein-Westfalen/Hessen: Der Ort Bontkirchen war bis 2009 durch die Itter geteilt. Einige Häuser gehörten zur Gemarkung Stormbruch der hessischen Gemeinde Diemelsee, der größere übrige Teil zur nordrhein-westfälischen Stadt Brilon.
- Landgrenze: Rheinland-Pfalz/Saarland: Die Straße In der Gaß der Gemeinde Herchweiler gehörte bis 2003 zu dem saarländischen Nachbarort Haupersweiler, Gemeinde Freisen. Es handelt sich um die ehemalige Judengasse, die schon seit dem 16. Jahrhundert vom Hauptort durch eine Gemeindegrenze getrennt war.[8]
- Landgrenze: Sachsen-Weimar/Sachsen-Zeitz, dann Sachsen-Weimar/Preußen: Stützerbach wurde 1660 bei der Teilung der Grafschaft Henneberg zwischen Sachsen-Weimar und Sachsen-Zeitz aufgeteilt und kam dann nach dem Wiener Kongress teilweise zu Preußen, bis der Ort 1945 wiedervereint wurde.
- Flussgrenze: Grafschaft Zweibrücken-Bitsch und das badische Amt Gräfenstein waren im Mittelalter in Münchweiler durch die Rodalb geteilt.
- Flussgrenze: Um 1600 gehörten Teile von Rohrbach (Hunsrück) am gleichnamigen Gewässer zu Pfalz-Simmern-Zweibrücken oder zur Markgrafschaft Baden.

## Sonstiges

### Internationale Grenze
- Die einzige Hauptstadt der Welt, die heute noch geteilt ist, ist Nikosia (Republik Zypern/Türkische Republik Nordzypern); es ist jedoch keine echte „internationale Grenze“ aufgrund der gänzlich fehlenden Anerkennung der Türkischen Republik Nordzypern durch die Völkergemeinschaft (siehe Zypernkonflikt).
- Der politische Status Jerusalems ist umstritten. Ostjerusalem wurde 1967 von Israel erobert und 1980 annektiert, wird jedoch von den Palästinensischen Autonomiegebieten bzw. dem Staat Palästina als eigene Hauptstadt beansprucht. Die internationale Staatengemeinschaft hat weder die Annexion Ostjerusalems durch Israel anerkannt, noch Einigkeit über die Anerkennung des Staates Palästina erreicht.[9]

### Deutschland: Ehemalige Landesgrenze, heutige Kreisgrenze
- Bieste in Niedersachsen ist durch die ehemalige Grenze des Großherzogtum Oldenburg mit dem Königreich Hannover, später Preußen geteilt. Heute gehören die Teile des Ortes zu Neuenkirchen-Vörden (Landkreis Vechta) und Rieste (Landkreis Osnabrück), sodass die Grenze eine Kreisgrenze ist.[10]
- Krummesse in Schleswig-Holstein ist zu ungefähr zwei Dritteln eine Gemeinde im Kreis Herzogtum Lauenburg, zu einem Drittel ein Ortsteil von Lübeck. Die Grenze zwischen den Verwaltungseinheiten ist dabei so stark miteinander verflochten, dass sie teilweise durch einzelne Häuser geht. Daher wird auf jedwede Grenzmarkierung verzichtet. Die Ortstafel weist Krummesse nur als selbstständige Gemeinde aus.
- Köthel ist ein Dorf, das durch die Bille geteilt wird. Der Fluss war ehemals die Landesgrenze zwischen den Herzogtümern Lauenburg und Holstein und ist jetzt die Kreisgrenze zwischen den Kreisen Herzogtum Lauenburg und Stormarn

### Deutschland: Gemeindegrenze
- Allendorf (Eder) war zwischen Hessen-Darmstadt und Hessen-Kassel geteilt. Die Grenze durchzog das Gemeindegebiet von Nord nach Süd. Viele Grenzsteine (die ältesten von 1650) sind erhalten.
- Blankenbach war bis 1966 durch die Kahl in ein Schönborner Großblankenbach und ein Kurmainzer Kleinblankenbach geteilt.
- Cleebronn war bis 1844 in Alt-Cleebronn und Neu-Cleebronn geteilt.
- Groß Aulosen und Klein Aulosen: Am 17. Oktober 1928 wurden die Landgemeinde Klein Aulosen und Teile des Gutsbezirks Groß Aulosen mit der Landgemeinde Groß Aulosen zur neuen Landgemeinde Aulosen im Landkreis Osterburg zusammengeschlossen. Die Landgemeinden wurden nicht als Ortsteile fortgeführt und aus beiden Dörfern wurde ein Dorf.
- Großbrembach und Kleinbrembach durch die Leipziger und Erfurter Teilung.
- Die Gemeinde Herringhausen wurde am 1. Januar 1969 aufgeteilt. Seitdem existiert sowohl in Enger als auch in Herford ein Ortsteil namens Herringhausen, beide im heutigen Kreis Herford.
- Südlengern (Bünde) und Südlengern (Kirchlengern), ebenfalls durch das Gesetz zur Neugliederung des Landkreises Herford.
- Lagerlechfeld ist zwischen zwei Gemeinden im Landkreis Augsburg geteilt. Der Nordteil gehört zur Gemeinde Graben, der Südteil zur Gemeinde Untermeitingen.
- Langholt war bis 1973 eine eigene Gemeinde, wurde jedoch im Zuge der Niedersächsischen Gemeindereform entlang des Langholter-Burlager Tiefs aufgeteilt. Der östliche Teil gehört heute zur Gemeinde Ostrhauderfehn, der westliche Teil zur Gemeinde Rhauderfehn.
- Das Dorf Mangelhausen gehört zu einem Teil zu Heusweiler, Regionalverband Saarbrücken, zum anderen Teil zum Ortsteil Wiesbach der Gemeinde Eppelborn, Landkreis Neunkirchen.
- Nonnenmiß ist zwischen der Stadt Bad Wildbad und der Gemeinde Enzklösterle, beide im Landkreis Calw, geteilt.
- Nierenhof war am Deilbach geteilt.
- ähnlich war es im benachbarten Oberbonsfeld bis 1881 zwischen Langenberg (Rheinland) und Märkisch-Langenberg.
- Ober- und Unterdietfurt an der Rott.
- Oberselters gehört zu Bad Camberg – Niederselters aufgrund der Gebietsreform in Hessen zu Selters (Taunus).
- Die Gemeinde Radlin (Polen) wurde 1975 nach Loslau eingemeindet. Bei der Ausgemeindung 1997 verblieb der zwischenzeitlich mit Loslau städtebaulich zusammengewachsene historische Ortskern von Radlin als Stadtteil Radlin II in Loslau, während die Außenortsteile der Gemeinde Radlin die selbstständige Stadt Radlin bilden.
- Rheine rechts der Ems und Rheine links der Ems, 1975 durch § 31 Münster/Hamm-Gesetz.
- Die ehemals selbständige Gemeinde Styrum im Ruhrgebiet wurde 1910 zwischen den Städten Mülheim an der Ruhr und Oberhausen aufgeteilt.
- Der Ort Zollhaus (Rhein-Lahn-Kreis) ist zwischen den vier Nachbar-Ortsgemeinden Hahnstätten, Schiesheim, Mudershausen und Burgschwalbach aufgeteilt. Versuche zur Bildung einer selbständigen Ortsgemeinde scheiterten letztmals 1988.
- Die Grenze zwischen Leithe (Essen) (Stift Essen) und Leithe (Bochum) (Grafschaft Mark) ist der Leither Bach, welcher hier zugleich Rheinland von Westfalen trennt.
- Eiberg: 1926 aufgrund des Gesetzes über die Neuregelung der kommunalen Grenzen im rheinisch-westfälischen Industriebezirke zwischen Bochum und Essen aufgeteilt.
- Witten-Gedern, 1818 als Ost-Gedern (Ende) zu Herdecke
- Holzen (Dortmund) und Holzen (Schwerte) 1975 geteilt entlang der Autobahn 1, ebenso
- Lichtendorf (Dortmund) und Lichtendorf (Schwerte) durch § 7 Ruhrgebiet-Gesetz.
- Marl-Hamm und Hamm-Bossendorf durch §§ 10 und 11 Ruhrgebiet-Gesetz
- Sümmern und Ostsümmern durch § 4 Sauerland/Paderborn-Gesetz geteilt zwischen Iserlohn und Menden.
- Calle bereits 1929 (Gesetz über die kommunale Neugliederung des rheinisch-westfälischen Industriegebiets) zwischen dem Amt Iserlohn und der Gemeinde Hemer.
- Somborn: 1929 geteilt zwischen Dortmund und Bochum.
- Schermbeck: 1816 zum Landkreis Dinslaken, 1822 Rheinprovinz – Altschermbeck kam zur Provinz Westfalen, später zum Landkreis Recklinghausen. Beide Teile wurden erst 1975 bei der Gebietsreform zusammengeschlossen.
- Dümpten (zwischen Duisburg, Mülheim und Oberhausen aufgeteilt)
- Fulerum -1910- (Mülheim) und Fulerum (Essen)
- Mintard und Breitscheid im Bereich Ratingen/Mülheim durch die Gebietsreform in Nordrhein-Westfalen
- Laupendahl (1930 zwischen Mülheim, Ratingen und Heiligenhaus geteilt)

### Deutschland: Stadtteil-/ Ortsteilgrenze innerhalb einer Gemeinde
- Breddin gehört zu Brandenburg, Breddin-Abbau ist als Exklave vollständig vom Land Sachsen-Anhalt umgeben.
- Ost- und Westbüderich (Grafschaft Mark/Kurköln) 1964 zu Büderich (Westf.) vereinigt.
- Das Kirchdorf Bergkirchen (Bad Oeynhausen) gehört zu zwei Stadtteilen der Stadt Bad Oeynhausen: der Großteil des Dorfes zu Wulferdingsen, der identitätsstiftende Bereich der Dorfmitte mit Kirche und Gebirgspass zu Volmerdingsen.
- Bösgesäß und Böß-Gesäß: Die Trennung von Bösgesäß (Bösgesäß I, umgangssprachlich „Preußisch-Bösgesäß“) und Bös-Gesäß (Bösgesäß II, umgangssprachlich „Hessisch-Bösgesäß“) ist schon für das ausgehende Mittelalter nachgewiesen. Damals wurde die durch den Ort fließende Bracht als Grenze zwischen den isenburgischen Gerichten Reichenbach und Wolferborn festgelegt. Die beiden Ortsteile liegen etwa 100 Meter auseinander.
- Büttel und Buttel, ehemals Landesgrenze Oldenburg/Bistum Bremen bzw. Nachfolger, später Kreisgrenze Landwürden/Wesermünde
- Neger, ein Stadtteil von Olpe, besteht aus Mittel-, Ober- und Unterneger.
- Schalding links der Donau (Teil des Passauer Stadtteils Hacklberg) und Schalding rechts der Donau (Teil des Passauer Stadtteils Heining) trennt ebendiese.